# НАВТЕКС
НАВТЕКС (англ. NAVTEX — «NAVigational TEleX») международная автоматизированная система оповещения. В судоходной навигации служит для приема навигационной и метеорологической информации безопасности (англ. Maritime Safety Information) и служит компонентом «Глобальной морской системы связи при бедствии и для обеспечения безопасности» (ГМССБ) Международной морской организации в соответствии с конвенцией СОЛАС-74/88. Информация распространяется в текстовом режиме (режим узкополосного буквопечатания, УБПЧ) в СВ-диапазоне на частоте 518 кГц (на английском языке), в других странах (кроме США), в дополнение к этой частоте может использоваться частота 490 кГц для передачи сообщений на национальных языках (в том числе на русском). В районе Суэцкого канала из-за сложных метеоусловий (близость пустынь Египта и Аравийского полуострова, которые формируют пылевые завесы, сложные для преодоления на частоте 518 кГц) используется дублирующая частота 4209,5 кГц.

## Станции и районы предупреждения (NAVAREA)

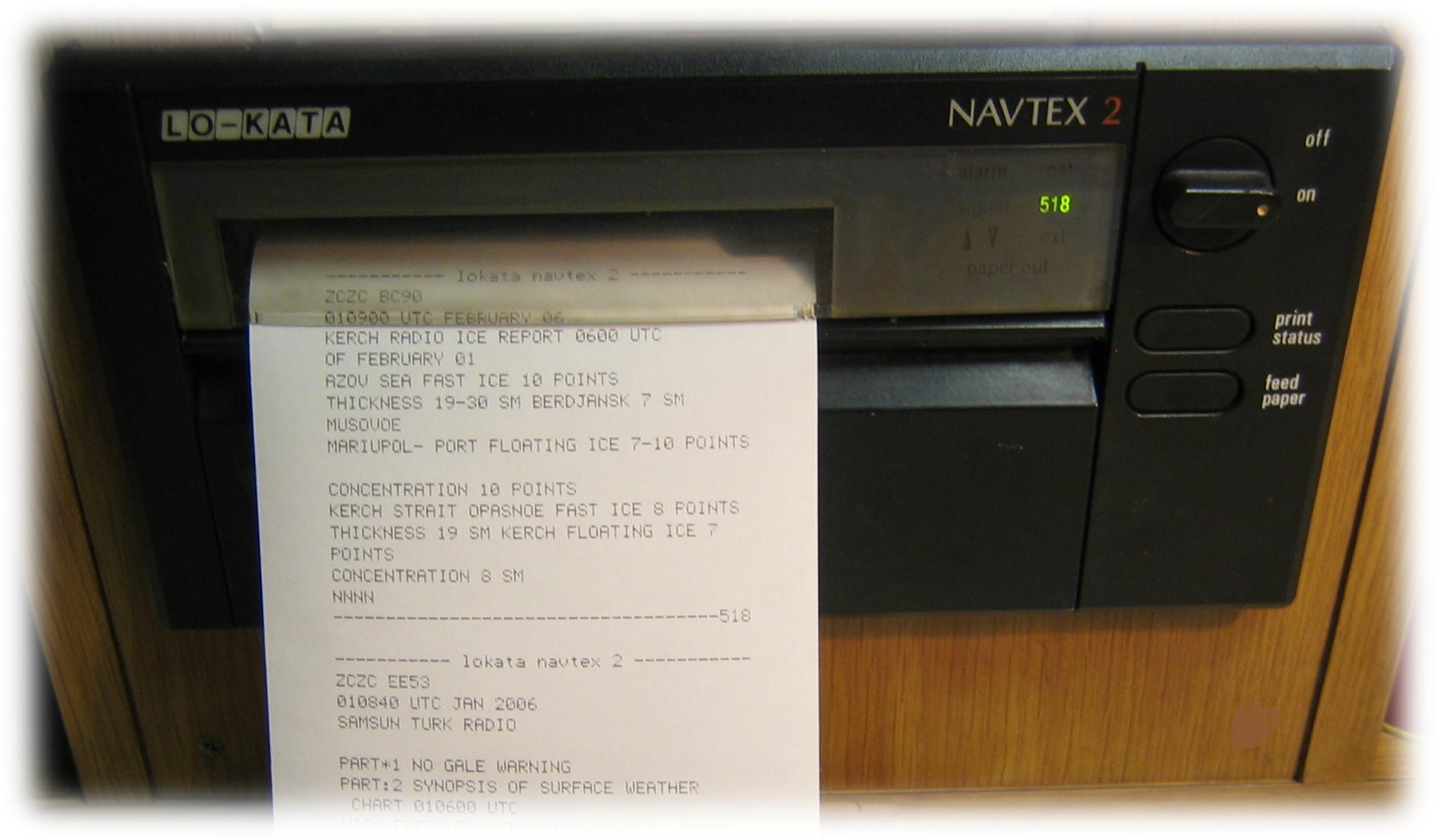
Терминал NAVTEX c принятой ледовой сводкой (С) по Азовскому морю станции «Мариуполь» (В) и прогнозом погоды (Е) станции Самсун (Турция) относящейся к третьему географическому району предупреждения

Поверхность земного шара поделена на 21 район NAVAREA (от англ. Navigational Area) . Каждой станции в районе предупреждения присвоена буква латинского алфавита от A до Z (в северном полушарии с севера на юг). Вещание станций в одном районе предупреждения ведётся последовательно, согласно расписанию. Дальность вещания станции составляет 200—600 морских миль. Всего насчитывается 153 действующих станций. Из них 10 расположены в России, две станции действуют в Украине (Черное море — Одесса, Азовское море — Мариуполь) и одна в Эстонии (Таллин).
Сортировка станций осуществляется как автоматически так и вручную.

## Виды сообщений
- A — Навигационное предупреждение
- B — Метеорологическое предупреждение
- C — Ледовая сводка
- D — Аварийно-спасательное сообщение, случай пиратства
- E — Метеорологический прогноз
- F — Информация для лоцманов
- G — сообщение системы Decca
- H — сообщение системы LORAN
- I — сообщение системы Omega
- J — Статус спутников GPS и ГЛОНАСС
- K — Дополнение к «J»
- L — Сообщение о потере буровых платформ
- V — Подробное навигационное предупреждение анонсированное через A
- W X Y — Тестовый режим
- Z — Предупреждение отсутствует

## Структура сообщения
Структура сообщения может отличаться от нижеприведённого примера, кроме стартового и заключительного кодов.
Заключительный код может содержать также группу NNN это говорит о том, что принятое сообщение содержит
слишком много ошибок (более 4 %) и в следующий раз будет принято повторно.
| Сообщение                                                                   | Пояснения |
| --------------------------------------------------------------------------- | --- |
| ZCZC LE05 031452 UTC MAR ROGERLAMD RADIO WEATHER-FORECAST MELDUNG .... NNNN | Стартовый код (ZCZC), Станция (L), Вид сообщения (E), Порядковый номер (05) 03 Марта 14:52 UTC Название станции и вид сообщения Сообщение Заключительный код |

## Прогноз погоды
| Сообщение | Пояснения |
| --- | --- |
| ZCZC JE92 Error Rate= 0,0% 170500 UTC MAY SWEDISH WEATHER SHIPPING WEATHER SUMMAR FROM HIGH IN GREENLAND RIDGE OF HIGH SOUTHEASTWARDS TO SWEDEN, WEAK AREA OF LOW OVER WEST_EUROPE: LOW GALEWARNINGS NIL FORECAST VALID 24 HOURS SKAGERAK; KATTEGAT; THE SOUND: AROUND EAST 3-7 M/S SOMEWHAT INCREASING; IN WESTERN PART OF SKAGERAK DURING DAY AROUND 10. MAINLY GOOD VIS, IN SKAGERAK AT TIMES SOME RAIN. THE BELTS; WESTERN BALTIC: Belt, EASTERLY 7-11. GOOD VIS. NNNN | Стартовый код, Индекс станции, типа сообщения и степень ошибки 17 число в 0500 UTC, Май Шведская морская метеослужба Сводка погоды Обл. высокого давления в Гренландии перем. на Юго-восток в сторону Швеции, слабая обл. низкого давления над зап. Европой Штормовое предупреждение: нет (ноль) Прогноз на 24 часа Скагерак, Каттегат, и Сунд: Восточный ветер 3-7м/сек, усиливающийся; в западной части Скагерака в течение дня до 10м/сек Преимущественно хорошая видимость, в Скагераке временно дождь. западная часть Балтийского моря: восточный ветер 7-11 узл (без м/сек = узл) хорошая видимость Заключительный код |

## Техника
Сообщения NAVTEX передаются наземными станциями в режиме FEC (англ. Forward Error Correction).
Принимающая станция состоит из активной антенны и приёмника с устройством вывода информации. Обычно применяются приёмники с дисплеем и встроенным термопринтером. В последнее время получили распространение более дешевые терминалы с жидкокристаллическим дисплеем, оснащённые разъёмом RS-232, или же антенны подключаемые через USB к персональному компьютеру с соответствующим программным обеспечением.
С помощью бытового радиоприёмника и программы NAVTEX Decoder возможен приём NAVTEX-сообщений без терминалов.